# 蒗蕖州
蒗蕖州（浪渠州、蒗渠州、浪蕖州），元朝时设置的州。
至元十六年（1279年）改罗共赕置，治所在今云南省宁蒗彝族自治县。属丽江路军民宣抚司。明朝洪武中属北胜府。后屡经改属。天启中废。康熙三十一年改土舍，道光十九年改土州。